# 中央党的群众路线教育实践活动领导小组
中央党的群众路线教育实践活动领导小组是2013年成立的中国共产党中央委员会决策和议事协调机构。

## 历史
2013年4月19日，中国共产党中央委员会总书记习近平召开中共中央政治局会议，决定在全党自上而下分批开展党的群众路线教育实践活动。5月9日，中共中央办公厅印发《中共中央办公厅中共中央关于在全党深入开展党的群众路线教育实践活动的意见》，指出活动的组织领导机构为中央党的群众路线教育实践活动领导小组。